# عزت‌الله وثوق
عزت‌الله وثوق (۱۲۹۳ – درگذشته ۱۰ مهر ۱۳۷۰ در تهران) بازیگر ایرانی سینما و تئاتر بود.

## زندگی‌نامه
عزت‌الله وثوق در سال ۱۲۹۳ خورشیدی در شهر باکو از پدر و مادری ایرانی چشم به جهان گشود. وی دانش‌آموختهٔ «کنسرتوار باکو» در رشتهٔ آواز (باریتون) و همچنین «هنرهای دراماتیک باکو» بود. وثوق در سال ۱۳۱۱ به ایران بازگشت و به تحصیل در رشتهٔ بازیگری در کلاس‌های هنرپیشگی موسوم به «شهرداری تهران» و زیر نظر «علی دریابیگی» پرداخت و موفق به دریافت دیپلم از اولین دورهٔ هنرستان هنرپیشگی ایران شد. نخستین فیلمی که وی در آن هنرنمایی کرده‌است، افسونگر به کارگردانی اسماعیل کوشان است. یکی از دلایل شهرت عزت‌الله وثوق، ایفای نقش «حاجی جبار» در فیلم «شب‌نشینی در جهنم» (۱۳۳۵) است.

## درگذشت
عزت‌الله وثوق در سال ۱۳۷۰ خورشیدی به علت بیماری سرطان استخوان در سن ۷۷ سالگی درگذشت و در بهشت زهرای تهران قطعه ۷۰، ردیف ۶۵، شماره ۷۲ به خاک سپرده شد.

## فیلموگرافی
| ردیف | نام فیلم               | سال  | کارگردان                   |
| ---- | ---------------------- | ---- | -------------------------- |
| ۳۱   | مراد برقی و هفت دخترون | ۱۳۵۳ | پرویز کاردان               |
| ۳۰   | هفت دلاور              | ۱۳۵۲ | منوچهر قاسمی               |
| ۲۹   | علی سورچی              | ۱۳۵۱ | رضا صفایی                  |
| ۲۸   | مردی در طوفان          | ۱۳۵۱ | خسرو پرویزی                |
| ۲۷   | احمد چکمه‌ای            | ۱۳۵۰ | نادر قانع                  |
| ۲۶   | پهلوان در قرن اتم      | ۱۳۵۰ | مهدی میرصمدزاده            |
| ۲۵   | رنگین کمان             | ۱۳۵۰ | اسماعیل پورسعید            |
| ۲۴   | سه تا جاهل             | ۱۳۵۰ | پرویز نوری                 |
| ۲۳   | فریاد انسان‌ها          | ۱۳۴۹ | نادر قانع                  |
| ۲۲   | بابا کوهی              | ۱۳۴۸ | داوود ملاپور               |
| ۲۱   | تهران می‌رقصد           | ۱۳۴۸ | داوود ملاپور               |
| ۲۰   | پلی بسوی بهشت          | ۱۳۴۷ | محمد زرین دست              |
| ۱۹   | جاده تبهکاران          | ۱۳۴۷ | محمد زرین دست              |
| ۱۸   | عشق قارون              | ۱۳۴۷ | ابراهیم باقری              |
| ۱۷   | قوس و قزح              | ۱۳۴۷ | اسماعیل پورسعید            |
| ۱۶   | معجزه                  | ۱۳۴۶ | مهدی میرصمدزاده            |
| ۱۵   | آقا موچول              | ۱۳۴۵ | مهدی امیرقاسم خانی         |
| ۱۴   | ول معطلی               | ۱۳۴۵ | عزیزاله رفیعی              |
| ۱۳   | سه تا بزن‌بهادر         | ۱۳۴۴ | حسین مدنی                  |
| ۱۲   | سه تا نخاله            | ۱۳۴۴ |                            |
| ۱۱   | جاهل محل               | ۱۳۴۳ | سردار ساگر                 |
| ۱۰   | اشک شوق                | ۱۳۴۱ | احمد صفایی                 |
| ۹    | دختر همسایه            | ۱۳۴۰ | پرویز خطیبی                |
| ۸    | حاجی جبار در پاریس     | ۱۳۳۹ | موشق سروری                 |
| ۷    | ستارگان می‌درخشند       | ۱۳۳۹ | محمدعلی زرندی              |
| ۶    | شب‌نشینی در جهنم        | ۱۳۳۵ | ساموئل خاچیکیان موشق سروری |
| ۵    | هفده روز به اعدام      | ۱۳۳۵ | هوشنگ کاووسی               |
| ۴    | آخرین شب               | ۱۳۳۴ | حسین دانشور                |
| ۳    | مراد                   | ۱۳۳۳ | سردار ساگر                 |
| ۲    | بازگشت                 | ۱۳۳۲ | ساموئل خاچیکیان            |
| ۱    | افسونگر                | ۱۳۳۲ | اسماعیل کوشان              |